# Paradrino assimilis
Paradrino assimilis là một loài ruồi trong họ Tachinidae.